# Небольсина, Вера Валерьевна
Вера Валерьевна Небольсина (16 декабря 1989, Томск) — российская шахматистка, гроссмейстер среди женщин (2007).
Дочь мастера спорта СССР В. Я. Небольсина.
В возрасте четырёх лет познакомилась с шахматами. В семь лет победила на чемпионате России до 8 лет. В 1998 году победила на чемпионате мира до 10 лет, который проходил в Оропеса-дель-Мар. В 2007 году в Санкт-Петербурге выиграла чемпионат России до 20 лет. В том же году в Ереване победила на чемпионате мира до 20 лет.
Участница трëх чемпионатов Европы (2005, 2009—2010) и чемпионата мира (2008) в г. Нальчике.
Состоит в отношениях с гроссмейстером Гатой Камским.

## Изменения рейтинга
| График не отображается по техническим причинам. Чтобы исправить это, воспроизведите график в новом формате, если это возможно. |